# Евеліна Новак
Евеліна Новак (пол. Ewelina Nowak; 30 липня 1925, Мірославка, Рожиська волость, Рожиська волость, Луцький повіт, Волинське воєводство — 13 березня 1945, Колобжег, Польща) — рядова військова Польської Народної Армії, медсестра. Учасниця другої світової війни.

## Дитинство
Евеліна Новак народилася 30 липня 1925 року на Волині в селі Мірославка Луцького повіту. Її батько, Войцех Новак, володів невеличкою фермою. У 1939 році вона закінчила початкову школу в рідному селі. Пережила період агресії СРСР проти Польщі та німецької окупації, працюючи на фермі батьків.

## Мобілізація
Після чергового наступу Червоної армії до Східних прикордонних районів Другої Польської Республіки, влітку 1944 року її, разом з двоюрідним братом, мобілізували до лав 1-ї Польської армії, як і багато інших дівчат з Волині та Поділля.
Евеліна пройшла початкову військову підготовку в Східних кресах, в роті зв'язку 14-го піхотного полку. Серед інших дівчина вирізнялася енергійністю, дисциплінованістю та сильним бажанням добре опанувати військову справу. Після закінчення строку набору її направили на проходження санітарного курсу у 4-ю піхотну дивізію, після закінчення якого вона повернулася до свого 14-го піхотного полку і рушила разом з ним на фронт.

## Участь у військових діях
Безпосередньо брала участь у Вісло-Одерській операції 1945 року, у боях за Варшаву (1945), потім воювала в районі колишнього польсько-німецького кордону, обороняючи Надажиці, Іловець та Вежчув. Під час боїв та допомоги пораненим солдатам вона відрізнялася великим спокоєм, рішучістю та сміливістю.
У перші дні березня 1945 року з 14-м полком Евеліна прибула до Колобжега, де 10 березня велися важкі бої. 13 березня вона діяла в районі сьогоднішньої вулиці Тжебятовської, допомагаючи пораненим солдатам, яких виносила із поля бою та надавала необхідну першу медичну допомогу. Коли вона виїхала до іншого пораненого, один із солдатів попередив її про погіршення бойової обстановки та посилений вогонь переднього плану німецькими снайперами. Того дня вона була сонною і дуже втомленою, але, незважаючи на це, пішла на поле битви. Поки Евеліна підовзала до іншого пораненого солдата, її смертельно поранив німецький снайпер. Товариші по боротьбі намагалися дістати її та пораненого солдата, але це було неможливо через сильні обстріли ворога. Лише під прикриттям ночі тіло медсестри вивезли на плащі-наметі. Солдати не хотіли ховати хоробру медсестру без військової церемонії. Її поховання, з усіма військовими почестями, відбулося 15 березня 1945 року біля місця загибелі.
Уже після закінчення війни тіло Евеліни Новак було ексгумоване та перенесене на військовий цвинтар в Колобжегу — Зеленеві, де поховані солдати, загиблі у битві під Колобжегом.

## Звання
- Бомбардир — посмертно

## Нагороди
- За участь у боях за Поморську стіну нагороджена срібною медаллю «За заслуги на Полі Слави» (лютий 1945 року).

## Пам'ять
У фігурі медсестри пам'ятника в Колобжегу втілено образ медсестри Евеліна Новак, відтворений Адольфом Когелем митцем із Вроцлава на основі збережених архівних світлин Е. Новак. 